# Santiago del Teide
Santiago del Teide je jednou z 31 obcí na španělském ostrově Tenerife. Nachází se na jihozápadě ostrova, sousedí s obcemi Buenavista del Norte, Los Silos, El Tanque, Garachico, Icod de los Vinos, Guía de Isora. Její rozloha je 52,21 km², v roce 2020 měla obec 11 111 obyvatel. Na části území municipality se rozkládá chráněné území parque rural de Teno s útesy Los Gigantes. Je součástí jihozápadní comarcy Isora.